# لكنديل (سيدي بولعلام)
لكنديل هو دُوَّار يقع بجماعة سيدي بولعلام، إقليم الصويرة، جهة مراكش آسفي في المملكة المغربية. ينتمي الدوّار لمشيخة سيدي بولعلام التي تضم 12 دوار. يقدر عدد سكانه بـ 733 نسمة حسب الإحصاء الرسمي للسكان والسكنى لسنة 2004.

## روابط خارجية
- البوابة الوطنية للجماعات الترابية نسخة محفوظة 12 مارس 2018 على موقع واي باك مشين.
- المندوبية السامية للتخطيط